# La Bagarre du samedi soir
Pour plus de détails, voir Fiche technique et Distribution.
La Bagarre du samedi soir (Il tempo degli assassini) est un poliziottesco italien réalisé par Marcello Andrei et sorti en 1975,.

## Synopsis
Piero, un garçon d'un village romain, marié et père d'un fils, est à la tête d'une bande de voyous. Leur activité principale est d'abord le vol de voitures, mais ils aspirent à de plus gros coups.
Malgré les interventions de Don Eugenio, un prêtre bienveillant qui est proche de ses fidèles contrairement à ses supérieurs, Piero et ses amis poursuivent leurs activités.

## Fiche technique
- Titre français : La Bagarre du samedi soir[3]
- Titre original : Il tempo degli assassini[4]
- Réalisation : Marcello Andrei
- Scénario : Marcello Andrei, Alvaro Barizio, Piero Regnoli
- Photographie : Luciano Trasatti (it)
- Montage : Giulio Berruti
- Musique : Albert Verrecchia
- Production : Carlo Maietto (it)
- Société de production : Mirage Cinematografica
- Pays :  Italie
- Genre : Poliziottesco
- Durée : 100 minutes
- Dates de sortie : 
  - Italie : 27 décembre 1975
  - France : 7 mars 1980[3]

## Distribution
- Joe Dallesandro : Piero
- Martin Balsam : Commissaire Cotrone
- Magali Noël : Rossana
- Rossano Brazzi : Frère Eugenio
- Guido Leontini : Le brigadier
- Cinzia Mambretti : Sandra
- Gianluca Farnese
- Rosario Borelli : Un des hommes dévalisés
- Settimio Segnatelli : Un des hommes dévalisés
- Maria Rosaria Riuzzi
- Ottaviano Dell'Acqua : (non crédité)
- Piero Gerlini : (non crédité)

## Production
Les intérieurs ont été tournés aux studios Incir De Paolis à Rome et les extérieurs à Rome également.

## Exploitation
La Bagarre du samedi soir est sorti le 27 décembre 1975 dans les salles italiennes, distribué par Agora. Les recettes du film s'élèvent à 354 087 000 lires.